# Amadu Yusufu
Amadu Yusufu (nascido em 5 de julho de 1958) é um ex-ciclista malauiano que representou seu país nos Jogos Olímpicos de Verão de 1984 e 1988.